# Марек Собеський (1628—1652)
Собе́ський Марко або Марек гербу Яніна (пол. Marek Sobieski; 24 травня 1628, Золочів — 3 червня 1652 р.) — представник знатного магнатського роду Речі Посполитої. Старший брат короля Яна III Собеського.

## Біографія

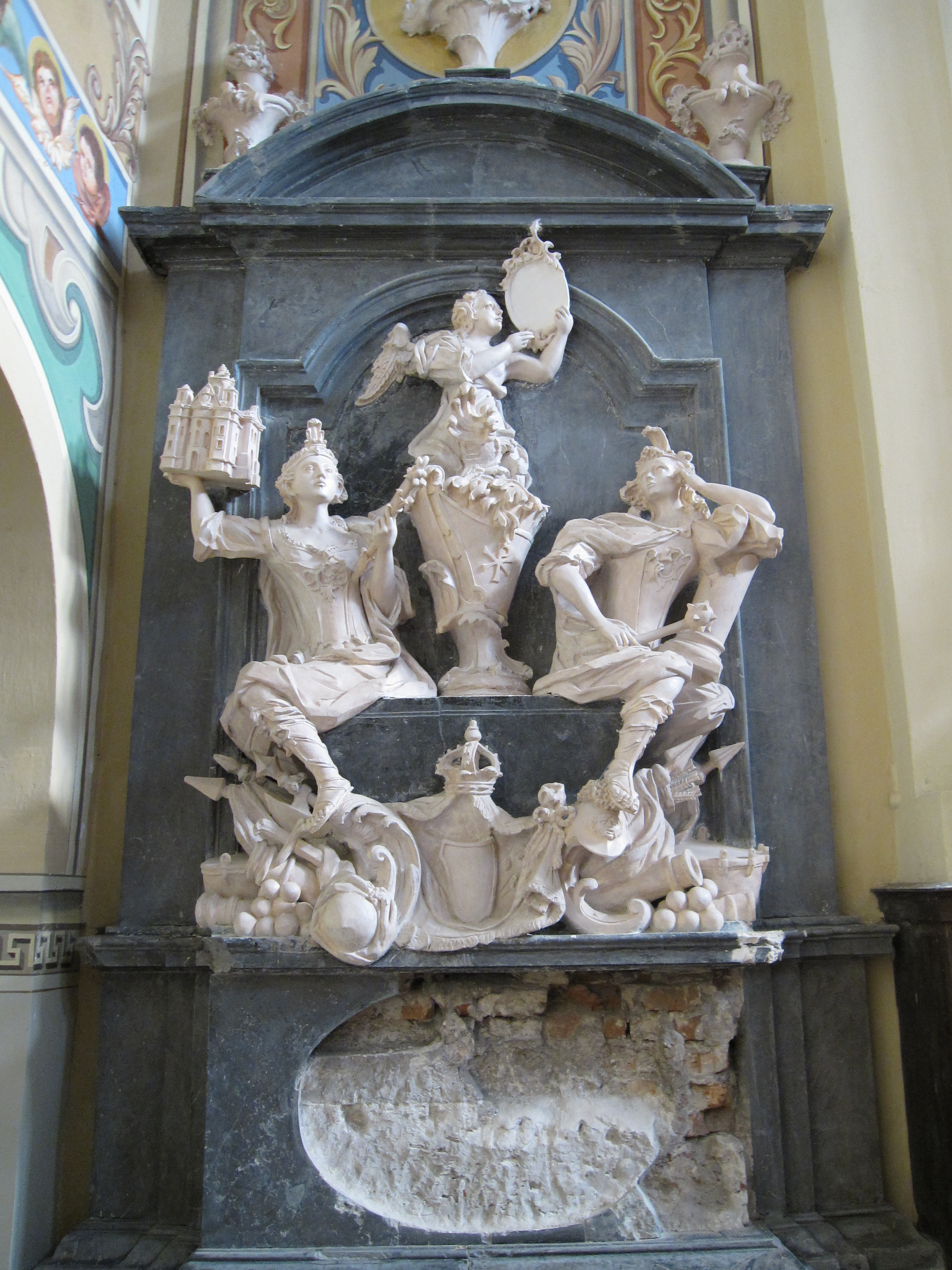
Храм святого священномученика Йосафата (колишній Домініканський костел), Жовква. Надгробок Марка Собеського роботи Андреаса Шлютера

Син Якуба Собеського та його другої дружини Софії Теофіли з Даниловичів, разом з двома сестрами народився у Золочеві.
Спочатку, певне, навчався вдома. 29 жовтня 1639 батько отримав згоду короля на відступ сину Яворівського староства. З 1640 під опікою Павла Орховського за батьковими інструкціями відбув до міста Кракова з братом Яном до 1643 навчався у Новодворських школах Кракова.
Здійснив мандрівку Європою, навчався, зокрема, в Брюсселі разом з братом Яном та Янушем Потоцьким. У Нідерландах вивчав фортифікацію, перебував у Гаазі.
Мав посади красноставського, яворівського старост.
Активний учасник воєнних дій періоду Хмельниччини 1648–1657 рр. на стороні Речі Посполитої. Брав участь у Зборівській битві 1649 р., Берестецькій битві 1651 р.
В квітні 1651 на чолі свого полку вирушив під Камянець, 7 травня — на Гусятин. 12 травня брав участь в битві з козаками під Купчинцями (тепер Козівський район). Весною 1652 за наказом Марціна Каліновського брав участь в придушенні повстань селян Брацлавщини.
До табору під Батогом прибув, правдоподібно, 1 червня. 2 червня разом з чернігівським каштеляном Яном Одживольським відбивав напади татар. Під час Батізької битви 1652 під час конфлікту частини коругви коронного війська перебував біля М. Каліновського потрапив у полон до кримських татар. Польські джерела стверджують, що Марек Собеський (як інші полонені кримськими татарами вояки Речі Посполитої) був викуплений, обезголовлений за наказом гетьмана Богдана Хмельницького як помста за поразку в битві під Берестечком.
Тимчасово був похований у Жовківській колегіаті святого Лаврентія.

## КенотафМарека Собеського
У Храмі святого священномученика Йосафата (Жовква) є надгробок Марка Собеського — кенотаф, тобто почесне пусте поховання. Тіло було викуплене після страти козаками в полоні; мати надала кошти для створення поховання загиблому синові, який у вересні 1655 був перепохований тут у крипті під вівтарем каплиці св. Домініка. На стіні було вмуровано епітафію з його портретом. За дорученням брата Яна Андреас Шлютер виготовив його надгробок з чорного мармуру з портретом в медальйоні.
Тепер тіло знаходиться в домініканському монастирі біля костелу Святої Трійці Кракова.